# Montgaroult
Montgaroult település Franciaországban, Orne megyében. Lakosainak száma 373 fő (2018. január 1.). Montgaroult Serans, Batilly, La Courbe, Écouché-les-Vallées, Giel-Courteilles, Goulet, Habloville, Moulins-sur-Orne, Ri és Sentilly községekkel határos.

## Népesség
A település népességének változása:
| Lakosok száma | 390  | 403  | 383  | 373  |
|               | 2013 | 2015 | 2017 | 2018 |